# Lev Alburt
Lev Alburt (en russe : Лев Осипович Альбурт : Lev Ossipovitch Albourt) est un grand maître international d'échecs soviétique puis américain né le 21 août 1945 à Orenbourg, RSFS de Russie, URSS. Il fut trois fois champion des États-Unis d'échecs.

## Biographie
Il est champion d'Ukraine en 1974. En 1976, il devient maître international et en 1977, et devient GMI.
Naturalisé américain en 1979, Alburt mène l'équipe américaine aux Olympiades d'échecs de 1980 à Malte. Lev Alburt a été trois fois champion des États-Unis en 1984, 1985 et 1990.
Il est également un auteur prolifique de livres d'échecs.

## Une partie
Lev Alburt-Boris Gulko, Somerset, 1986,
1. d4 d5 2. c4 dxc4 3. e4 Cf6 4. e5 Cd5 5. Fxc4 Cb6 6. Fb3 Cc6 7. Cf3 Fg4 8. Fxf7+ Rxf7 9. Cg5+ Re8 10. Dxg4 Dxd4 11. De2 Dxe5 12. Fe3 Cd5 13. Cf3 Df5 14. 0-0 e6 15. Cc3 Td8 16. Tfe1 Fe7 17. Fd2 Cxc3 18. Fxc3 Rf7 19. Dc4 Ff6 20. Te3 Fxc3 21. Cg5+!! Rg6 22. Dxc3 Thf8 23. Tf3 Dd5 24. Tg3 Dd1+ 25. De1 Dxe1+ 26. Txe1 Tfe8 27. Cxe6 Rf6 28. Tf3+ Rg6 29. Tfe3 Tc8 30. h4 Te7 31. h5+! Rxh5 32. Tg3 Tf8 33. Te4! 1-0.